# Ulus de Jotxi
L'ulus de Jotxi fou la divisió tribal assignada a Jotxi, fill de Genguis Kan.
Segons Rashid al-Din Hamadani (1247-1318), el fill més gran de Genguis Kan, Jotxi, va tenir 14 fills. Quan va morir, sis mesos abans que el seu pare, heretaren els dominis aquestos fills com feus sota l'autoritat dels germans grans, en aquest cas Batu Khan i Orda Khan.
Batu i altres germans governaven la part occidental mentre Orda amb alguns dels seus germans més joves va dominar l'ala oriental de l'ulus de Jotxi. Les seves Hordes foren conegudes a la història com Horda Blanca o Ak Orda (Ақ Орда/Aq Orda/Ак Урда/Ak Urda) i Horda Blava (Köke Horde), divisions conegudes també com a ulus d'Orda (oriental) i ulus de Batu (occidental). L'assignació dels colors varia segons les fonts. Aquí seguirem les fonts que donen nom d'Horda Blanca (després d'Or) a la part occidental, i Horda Blava a la part oriental.

## Confusió entre Horda Blava i Horda Blanca
En les fonts turques el blau s'assigna a la part oriental i, per tant, a l'ulus que va correspondre a Orda Khan. En canvi a la tradició persa el blau corresponia al costats oposat. S'ha fet molt de mal ús dels termes Horda Blanca i Horda Blava provocant gran confusió a les fonts modernes, de manera que avui dia els colors ja no és possible assignar-los a una o altra Horda, ja que hi ha fonts que donen el nom d'Horda Blava a la part oriental i altres a l'occidental, i el mateix passa a l'Horda Blanca.
Segons el Tarikh-i Dost Sultan escrit per Ötemish Hajji a Khivà a la meitat del segle xvi, l'ulus de Batu es coneixia oficialment com l'Horda Blanca; l'ulus d'Orda com l'Horda Blava; i l'ulus de Shiban com l'Horda Grisa.
Els llibres d'història d'autors notables deixaren de banda el nom del fill i successor d'Orda, Qun Quran, i altres que tot seguit el van succeir,
En cròniques russes, l'Horda Blava es descriu com la part oriental de l'Horda d'Or, que estava efectivament a l'est i que estava governada pels descendents d'Orda Khan. Després de la lluita de successió de la línia de Batu Khan durant els anys 1360, conegut com a època dels "grans problemes", l'autoritat de les dues parts de l'Horda d'Or (Horda Blanca) va passar a l'autoritat dels jòtxides orientals (Horda Blava). Els cronistes russos situen l'Horda Blava a l'est del Volga i s'esmenta dues vegades: la primera vegada en la connexió amb els grans problemes que van culminar en l'accessió al tron de Toktamish ("tsar de l'Horda Blava"), i la segona amb la invasió de Tamerlà el 1395.
Segons un punt de vista menys popular i alternatiu basat en les fonts perses, l'Horda Blava, al contrari, correspon a la part occidental de l'ulus de Jotxi (dividit per tant en Horda Blanca a l'est i Horda Blava a l'oest) Aquesta opinió es basa en el sentit literal i la informació de la composició persa del segle xv “Muntakhab atm-tavarikh- namu" de Muin al-Din Natanzi (en la literatura contemporània encara esmentat com "l'autor anònim d'Iskandera"). Tanmateix, com mostren els estudis contemporanis, aquesta interpretació és ben segur incorrecta, ja que en la tradició persa els colors blaus i blancs indiquen els costats oposats en comparació amb la tradició dels turcs i els mongols.
Al Kazakhstan hi ha un tercer punt de vista, segons el qual la divisió en Horda Blanca i Horda Blava es refereix només a la part oriental de l'ulus de Jotxi. Consegüentment, l'Horda Blava s'entén com un feu de Shiban, un fill de Jochi, que dominava entre l'ala dreta de l'Horda d'Or i l'Horda d'Orda Khan (al territori del Kazakhstan occidental modern).
Aquí, seguint l'assignació més comuna, es dona el color blau a la part oriental, o ulus d'Orda (i el color blanc a la part occidental o ulus de Batu).